# Cáo Xìng
Cáo Xìng (chin. 曹性/曹性; † 198) war ein General des Lü Bu zur Zeit der Drei Reiche im alten China. Er wurde 198 n. Chr. mit einem anderen General Lü Bus, Gao Shun, gegen die Truppen des Kriegsherrn Cao Cao ausgesandt. Xiahou Dun, der Cao Caos rechte Hand war, besiegte in dieser Schlacht Gao Shun im Zweikampf, woraufhin dieser fliehen musste. Während Xiahou Dun die Verfolgung aufnahm, schoss Cao Xing einen Pfeil auf ihn ab und traf ihn in sein linkes Auge. Der wütende Xiahou Dun riss den Pfeil heraus und aß das Auge auf, da er der Meinung war, dass es von der Geburt an sein Eigentum war und niemand das Recht habe, es ihm zu nehmen. Nach dieser Tat ritt Xiahou Dun auf Cao Xing zu und erschlug ihn mit dem Speer.